# Sotragero
Sotragero là một đô thị trong tỉnh Burgos, Castile và León, Tây Ban Nha. Theo điều tra dân số 2007 (INE), đô thị này có dân số là 230 người.
Sotragero is 8Km north from Burgos, and it is member of the Alfoz de Burgos in the valley of river Ubierna.